# Euryproctus geniculosus
Euryproctus geniculosus là một loài tò vò trong họ Ichneumonidae.